# Porzana carolina
La polluela sora o polluela norteña (Porzana carolina), también, entre otros,  sora, gallito sora, gallineta sora, gallinuela oscura, o turura migratoria es una especie de ave gruiforme de la familia Rallidae, que habita en los pantanos de gran parte de América.

## Descripción
Los adultos miden de 20 a 25 centímetros de largo, y pesan entre 49 y 112 gramos. Tienen las partes superiores con manchas color café, con el rostro y las partes inferiores de color azul grisáceo, y flancos blancos y negros.

## Distribución
Es una especie migradora que cría en la mitad norte de Norteamérica, y pasa el invierno en el sur de EE. UU., México, Centroamérica, el Caribe y el extremo noroccidental de Sudamérica.